# La Fortaleza
Ne doit pas être confondu avec Fortaleza.

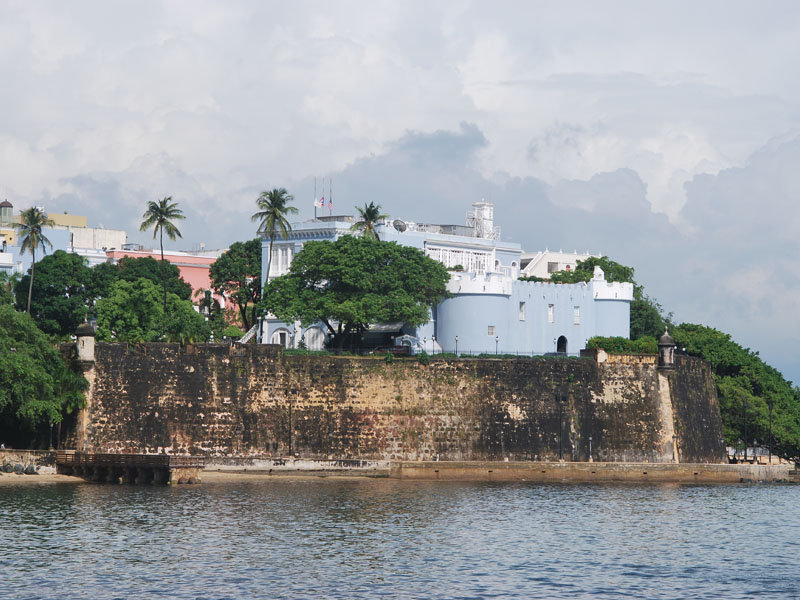
La Fortaleza vue de la mer.

La Fortaleza (La Forteresse) est la résidence officielle du gouverneur de Porto Rico située à San Juan. Créée pour défendre le port de la capitale, c'est la plus ancienne demeure d'un dirigeant du Nouveau Monde.
Elle est inscrite, avec le site historique national de San Juan et sous une dénomination commune, depuis 1983 sur la liste du patrimoine mondial.

## Histoire
Elle a été construite entre 1533 et 1540 et s'inspire des ouvrages militaires européens adaptés aux régions portuaires des Caraïbes.
En 1640, lors de la restructuration du site, la chapelle Sainte-Catherine qui était hors des murs a été démolie puis reconstruite pour être intégrée dans l'ensemble, qui est ainsi parfois appelé le « palais Sainte-Catherine » (Palacio de Santa Catalina).
En 1846, elle fait l'objet d'une vaste reconstruction à l'issue de laquelle elle perd son apparence militaire au profit de celle d'un palais.
Le 30 octobre 1950, un groupe de nationalistes tentent de pénétrer à l'intérieur du bâtiment pour attaquer le gouverneur Luis Muñoz Marin. Dans la fusillade qui s'ensuit, quatre assaillants sont tués et trois gardes sérieusement blessés.